# Scontrone
Scontrone är en ort och kommun i provinsen L'Aquila i regionen Abruzzo i Italien. Kommunen hade 585 invånare (2018).